# Leptochiton deforgesi
Leptochiton deforgesi is een keverslakkensoort uit de familie van de Leptochitonidae. De wetenschappelijke naam van de soort is voor het eerst geldig gepubliceerd in 2001 door Sirenko.